# Exercícios militares chineses em torno de Taiwan em 2022
Os exercícios militares chineses em torno de Taiwan foram uma série de exercícios militares navais e aéreos da República Popular da China (RPC) em torno do território de facto independente de Taiwan. A ação chinesa, que durou inicialmente de 4 a 7 de agosto de 2022 e envolveu exercícios de simulações de combate, incursões aéreas, mobilizações navais e lançamentos de mísseis balísticos pelo Exército de Libertação Popular, ocorreu em resposta à visita da presidente da Câmara dos Estados Unidos Nancy Pelosi. Nancy Pelosi originalmente pretendia viajar para Taiwan em abril de 2022, mas adiou depois de testar positivo para COVID-19. Ela remarcou a viagem para agosto como parte de um trajeto mais amplo na Ásia. Diversas fontes alegam que a Casa Branca estava inicialmente dividida quanto à conveniência da viagem, mas posteriormente afirmou o direito de Pelosi visitar Taiwan.
Os exercícios, que atraíram críticas das nações do G7, foram uma demonstração de força destinada a deter o que a República Popular da China percebe como envolvimento dos Estados Unidos nos chamados “assuntos internos chineses” e demonstrar o poder militar chinês na região para o público internacional e doméstico. Os exercícios de  simulações de combate foram sem precedentes na história recente e ocorreram em seis zonas que cercavam as vias navegáveis internacionais e rotas de aviação mais movimentadas da ilha. Em 8 de agosto, os militares da China anunciaram novos exercícios militares em torno de Taiwan. A China anunciou o fim dos exercícios em 10 de agosto, mas também afirmou que "patrulhas" regulares seriam lançadas no Estreito de Taiwan.

## Escalada de tensões

### Tensões regionais no Mar Meridional
Taiwan assinou um acordo com os Estados Unidos em 24 de março de 2021 para estabelecer um "Grupo de Trabalho da Guarda Costeira" para coordenar políticas após a China ratificar uma lei em janeiro dando permissão à guarda costeira chinesa de disparar em navios estrangeiros.

### Incursões dentro da ZADI de Taiwan (2021–presente)
Em 26 de março de 2021, o Ministério de Defesa de Taiwan notou que 20 aviões, incluindo 4 bombardeiros de capacidade nuclear da China e dez jatos de ataque, entraram na zona aérea de defesa e identificação (ZADI) de Taiwan. O governo emitiu um alerta por rádio e acionou seu sistema de defesa aéreo para monitorar a atividade.
Analistas descreveram as incursões do Exército de Libertação Popular como "táticas de zona cinza". Em 12 de abril de 2021 ocorreu a décima das incursões e a maior até então, com a força aérea do Exército de Libertação Popular utilizando 22 aeronaves, incluindo 14 jatos de ataque, quatro Chengdu J-10, e quatro bombardeiros Xian H-6 dentro da ZADI, de acordo com o Ministério de Defesa Nacional de Taiwan.
Em um relatório bianual em novembro de 2021, o Ministério de Defesa de Taiwan alertou que a República Popular da China havia obtido a capacidade de cercar e bloquear os portos, aeroportos, e rotas de voo exteriores da ilha.

## Curso das ações

### Início dos exercícios (Agosto de 2022)
Em resposta à visita de Pelosi, a República Popular da China anunciou quatro dias de exercícios militares com uso de artilharia real, algo sem precedentes, em seis zonas em torno da ilha que intercedem as rotas internacionais navais e aeronáuticas mais utilizadas. Em resposta ao anúncio, oficiais de Taiwan reclamaram que o exercício do Exército de Libertação Popular era uma invasão do espaço territorial de Taiwan e um desafio direto à liberdade de navegação marítima e aérea. Em uma demonstração de força, a RPC utilizou um grupo aeronaval, como também pelo menos um submarino nuclear no Estreito de Taiwan, com ambas as embarcações participando do exercício. A RPC anunciou exercícios adicionais tanto no mar Amarelo como no Bohai, e a Administração de Segurança Marítima da China anunciou cinco áreas restritas no Mar Amarelo onde os exercícios aconteceriam de 5 de agosto à 15 de agosto, como também quatro zonas adicionais no Mar Bohai onde um mês de operações militares aconteceriam a partir de 9 de agosto.
Durante os exercícios, foi confirmado que a China utilizou 11 mísseis, o dobro de número utilizado em julho de 1995 durante a terceira crise do estreito de Taiwan.
Enquanto os exercícios do Exército de Libertação Popular ocorriam no dia 4 de agosto, um grupo aeronaval dos Estados Unidos, estava conduzindo operações no Mar das Filipinas, incluindo em águas no sudeste de Taiwan. Entretanto, os Estados Unidos cancelaram o teste do míssil 'Minuteman III', que estava programado para acontecer durante a semana em que a crise começou, para não escalar as tensões com a China.